# 怪獣ヤロウ!
『怪獣ヤロウ!』（かいじゅうヤロウ）は日本の映画作品。2025年1月24日に岐阜先行公開され、同年1月31日に公開された映画。主演はぐんぴぃ。

## 概要
岐阜県関市のご当地映画であり、「関市映像作品撮影事業補助金」を活用して製作された。物語の舞台は関市であり、監督の八木順一朗が同市出身である他、登場人物を演じている役者も岐阜県出身の者を数名起用している。ロケは舞台である関市をメインに、また一部シーンは郡上市でロケが行われた。

## スタッフ
- 監督・脚本 - 八木順一朗
- 製作総指揮 - 太田光代
- 製作 - 小野寺嗣夫、中村優子、髙澤吉紀、福浦与一、松岡雄浩、磯野史訓、三上政高、飯田義典、渡辺章仁、和田絵美子
- プロデューサー - 和田有啓、佐藤雅彦
- 共同プロデューサー - 田代蔦
- 音楽 - ゲイリー芦屋
- 特技監修 - 中川和博
- 脚本協力 - 山崎太基
- 撮影 - 柴田晃宏
- 照明 - 高木伶
- 録音・整音 - 渡辺丈彦
- 美術 - 田中真也
- 特撮・小道具 - 武富洸斗
- 装飾 - Frank Okay
- 衣装 - 谷村未来
- ヘアメイクマネジメント - 塚原ひろの
- ヘアメイク - 柿原由佳
- 編集 - 瀧田隆一
- 音響効果 - 廣中桃李
- VFXスーパーバイザー - 太田貴寛
- VFXプロデューサー - 巻田勇輔
- カラーグレーディング - 根本恒
- キャスティング - 伊藤尚哉
- 助監督 - 安川徳寛
- 制作担当 - 長島紗知
- 特別協賛 - 貝印株式会社、株式会社ビクトリー、辻屋、株式会社フクタハウス、株式会社オザキ、株式会社大野ナイフ製作所、長村金属株式会社、片桐工業株式会社、株式会社KIKU KNIVES、協同印刷株式会社、協同組合岐阜関刃物会館、鈴木刃物工業、関牛乳株式会社、関信用金庫、青協建設、東海理研株式会社、株式会社マーゴグループ、有限会社三輪塗装、ローラーストーン
- 補助 - 岐阜県関市 関市映像作品撮影事業
- 制作プロダクション - エピスコープ
- 制作協力 - 東海制作
- 製作 - チーム「怪獣ヤロウ！」
- 製作幹事 - ファニーパンドラ、Atemo
- 配給 - 彩プロ
- 宣伝 - murmur
- 企画・制作 - ファニーパンドラ

## キャスト
山田一郎
演 - ぐんぴぃ（春とヒコーキ）
中学校時代に文化祭で1人で自主製作の怪獣映画を作るほどの怪獣好き。
現在は関市の観光課の職員として生活している。「ご当地映画」の企画の流れから監督としてかつての映画作りの楽しさを思い出していく。
吉田麻衣
演 - 菅井友香
市長の秘書。市長の命により「ご当地映画」製作にプロデューサーとして関わっていく。
武藤長介
演 - 手塚とおる
観光課の課長。市長から叱咤されることが多い。
古川風子
演 - 三戸なつめ
観光課の職員。
高羽忍
演 - 平山浩行
刀工。週1回のペースで観光イベントとして実演作業を行っているが、観光客も少なく、主催している観光課のやる気の無さにも怒りを隠せない。
桝井敏郎
演 - 田中要次
中学校教諭。かつて山田の自主製作の怪獣映画を唯一褒めてくれた人物。現在も市内に住んでいる。
本多英二
演 - 麿赤兒
関市出身の伝説の映画監督。主に怪獣や特撮映画を得意としていたが、現在は静かに暮らしている。
市長
演 - 清水ミチコ
関市市長。何よりも伝統を重んじる。ある思いから「ご当地映画」製作を観光課に命令する。
その他
- ご当地映画の主演 - 平野宏周
- 鰻屋の店主 - 中山卓也
- 中学時代の山田 - 甘南備和明
- 山田の母 - 岩井久美子
- 市役所の職員 - あさひ
- 洋服屋の店主 - 清水誠（キュウ）
- 鉄道職員 - 竹内一希（まんじゅう大帝国）
- 鵜匠 - 前田ばっこー（瞬間メタル）
- 花火職人 - タケタリーノ山口（瞬間メタル）
- TVレポーター - 清瀬汐希
- 建設会社の工場長 - 宮地大介
- 工場長の娘 - 原田鮎歌
- 施政方針説明会の進行役 - 宗本汐理
- 劇中漫才 - ウエストランド
- その他関市民 - 武井壮、土岡哲朗（春とヒコーキ）

## 評価

### 受賞
- 第25回ニッポン・コネクション - ニッポン・ヴィジョンズ観客賞[6]